# Célestin Guillon
Pour les articles homonymes, voir Guillon.
Célestin Guillon, né le 7 avril 1996, est un coureur cycliste français. Il évolue au sein de l'équipe Van Rysel-Roubaix.

## Biographie

### Débuts et progression chez les amateurs
Célestin Guilon pratique d'abord le duathlon, le triathlon, et la course à pied dans sa jeunesse. En 2018, il se classe notamment sixième du championnat de France de cross-country dans la catégorie espoirs,. Il délaisse ensuite ces disciplines et commence à se consacrer au cyclisme à l'âge de vingt-et-un ans. Il prend alors une licence au club Saint-Vincent Lucé Berné Cycliste. 
En 2019, il rejoint l'équipe Laval Cyclisme 53, qui évolue en division nationale 2. Au printemps, il s'impose sur une étape de la Flèche d'Armor. Deux ans plus tard, il obtient de nouveaux succès lors des Boucles du Haut-Var et au Grand Prix de Percy-en-Normandie. 
Lors de la saison 2022, il se distingue en étant l'un des meilleurs amateurs français. Bon puncheur, il remporte une étape de La SportBreizh, le Tour du Pays du Roumois ainsi que le Grand Prix de Saint-Michel-de-Chavaignes. Il termine par ailleurs troisième de l'Essor breton et du Circuit de la vallée de la Loire, ou encore septième de la Vienne Classic, manche de la Coupe de France N1. Dans le calendrier de l'UCI, il finit sixième du Grand Prix de la ville de Pérenchies. Il participe également au Tour de Guadeloupe où il gagne une étape, porte le maillot de leader pendant deux jours et monte sur la troisième marche du podium final.

### Carrière professionnelle
Grâce à ses bons résultats, Célestin Guilon passe professionnel en 2023 au sein de la formation continentale Go Sport-Roubaix Lille Métropole. Il effectue sa reprise sur route au mois de janvier lors du Grand Prix de Valence. Le 20 mai, il se classe troisième du Grand Prix de Neufchâtel-en-Saosnois, une épreuve du calendrier national. Peu de temps après, il s'illustre au niveau professionnel en terminant deuxième de la première étape des Boucles de la Mayenne, après une l'échappée. Il conclut cette même épreuve à la onzième place du classement général.
En 2024, il reprend la compétition au Grand Prix La Marseillaise. Il enchaîne avec le Tour de La Provence, où il se classe treizième de l'étape reine.

## Palmarès et résultats

### Par année
- 2019
  - 2e étape de la Flèche d'Armor (contre-la-montre)
  - 2e du Grand Prix de Pré-en-Pail
- 2020
  - 3e du Chrono Châtelleraudais
- 2021
  - 3e épreuve des Boucles du Haut-Var
  - Grand Prix de Percy-en-Normandie
- 2022
  - 3e étape de La SportBreizh
  - Tour du Pays du Roumois
  - Grand Prix de Saint-Michel-de-Chavaignes
  - 3e étape du Tour de la Guadeloupe
  - 2e du Circuit des Bruyères
  - 3e du Circuit de la Vallée de la Loire
  - 3e de l'Essor Breton
  - 3e du Tour de la Guadeloupe
- 2023
  - Circuit des Deux Provinces
  - 3e du Grand Prix de Neufchâtel-en-Saosnois
- 2024
  - Tour du Signal de Perseigne

### Classements mondiaux
| Année                                 | 2022  | 2023  | 2024  |
| ------------------------------------- | ----- | ----- | ----- |
| Classement mondial                    | 1101e | 1196e | 1163e |
| UCI Europe Tour                       | 780e  | nc    | nc    |
|                                       |       |       |       |
| Légende : nc = non classéSource : UCI |       |       |       |